# 布雷西亚的阿诺德

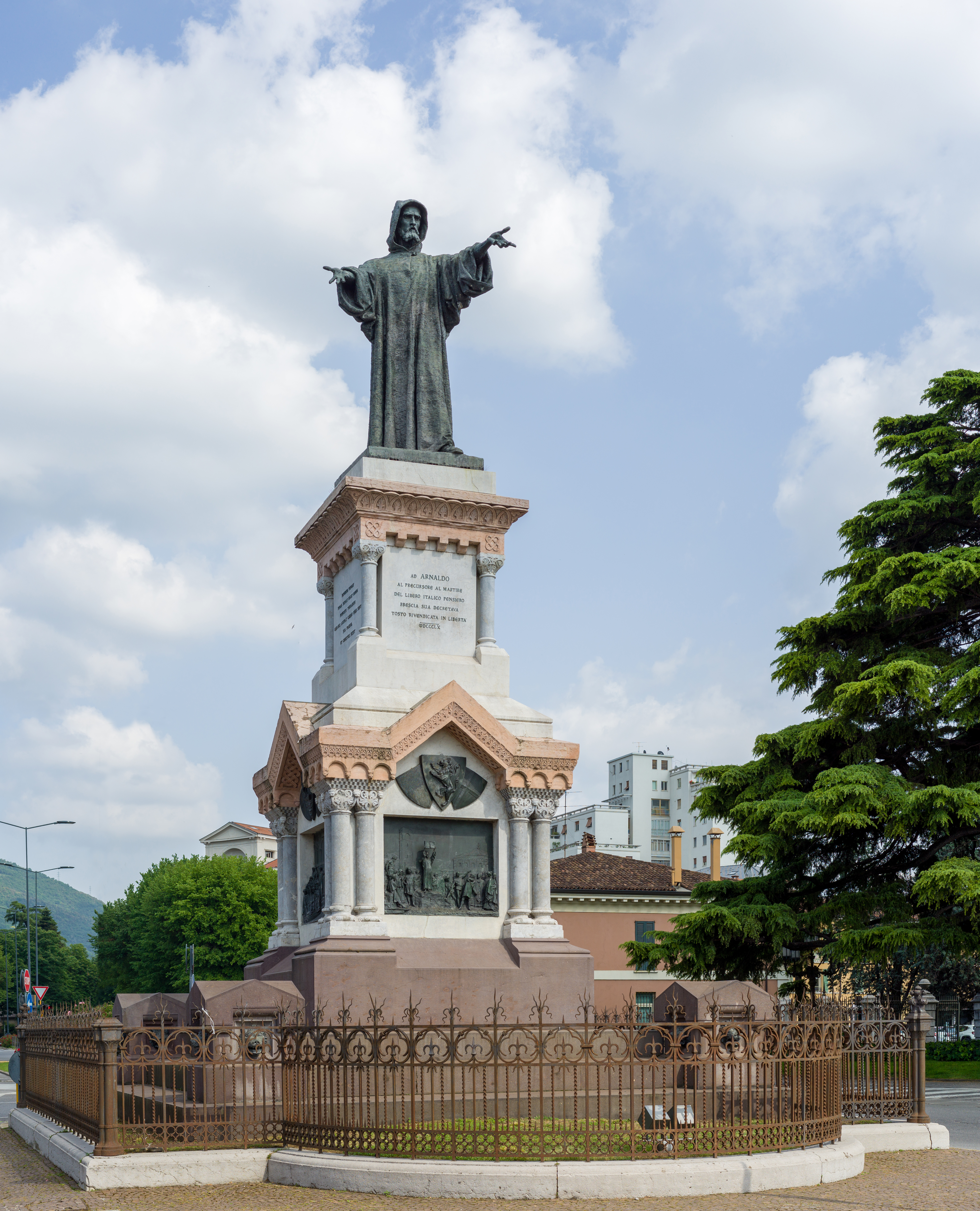
位于意大利布雷西亚的他的纪念碑

布雷西亚的阿诺德或布雷西亚的昂乐（義大利語： 1090年—1155年6月）意大利中世纪伦巴第律修会修士，曾号召天主教会放弃财产，参与罗马公社起义，最后被捕处决。在普拉蒂瓦尔多会教堂建有他的浮雕。昂乐河岸也以他的名字命名。
被放逐至少三次後，阿諾德被教廷逮捕，最終被叛被絞刑；他的遺體死後被火化，骨灰被丟入台伯河。盡管他在宗教改革和政治領域都失敗，他對貧窮使徒的教導在他死後於「阿諾德派」中流傳，並受到瓦勒度派和屬靈方濟各會的接納，只是阿諾德去世後並沒有留下任何可考文獻。新教徒將他列為宗教改革的先驅之一。

## 生平
阿諾德出生於布雷西亞，是一位奧古斯丁會修士，後來成為布雷西亞一座修道院的院長。他批評天主教會利用世俗權力，與布雷西亞當地主教伯爵爭奪地權。阿諾德呼籲教會放棄土地的所有權，將所有產權歸還給市政府，以免被物慾所染—拋棄世俗是他的主要教導之一。他在1139年的第二屆拉特朗大公會議上被譴責，並被驅逐出義大利。
根據編年史家弗萊辛的奧托所說，阿諾德曾在巴黎跟隨改革家及哲學家皮埃爾·亞伯拉爾的學習。阿諾德認可亞伯拉爾對於修道改革建議。此事在1141年的桑斯會議上提出，但阿諾德和亞伯拉爾的提議都被格萊福的聖伯爾納鐸駁回。在亞伯拉爾投降後，阿諾德獨自反對教會的決定；他返回到巴黎後，繼續在當地提倡反對伯納德立場的教導。這樣的行徑，導致他被教宗依諾增爵二世命令保持緘默，並被驅逐出境。他先是在蘇黎世避難，然後可能移至巴伐利亞。他的著作也被勒令燒毀，這判決也成為他實際上撰寫過任何東西的唯一證據。阿諾德繼續傳道他有關貧窮使徒的思想。
反對阿諾德的人惡言詆毀中，阿諾德被宣稱為一位煽動家；他的動機受到指責。
阿諾德於1143年後返回意大利。在1145年，阿諾德與教宗尤金三世和解，教宗接著命令他向羅馬教會投降。當他抵達時，他發現朱爾達諾·皮爾雷奧尼的追隨者已利用羅馬市的古老自治權利，掌控了城市，且建立了一個共和國，即羅馬自治市。阿諾德立即與人民站在同一邊，並在皮爾雷奧尼被罷免後，很快成為自治市的智囊領袖。他呼籲自由和民主權利。阿諾德教導認為擁有財產的神職人員無權行聖禮。他在1146年成功地將教宗尤金逐出教會。也因此阿諾德在1148年7月15日被開除教籍。當教宗尤金在1148年回到羅馬自治市時，阿諾德仍然繼續領導蓬勃發展的共和國，儘管已遭到開除教籍。在總結這些事件時，凱撒·巴羅尼烏斯稱阿諾德為「政治異端之父」。愛德華·吉朋後來表達了他的觀點，「羅馬的自由號角是由阿諾德吹響的」。
在尤金教宗去世後，教宗亞得里安四世很快的重新掌控羅馬。亞得里安四世與腓特烈一世結盟，在1115年復活節前一周禁食期間以武力攻占羅馬，迫使阿諾德再次流亡。帝國軍隊捕獲阿諾德，接著被羅馬教廷視為叛亂份子進行審判。重要的是，阿諾德從未被指控為異端。就算面對火刑，他拒絕否認自己的任何立場。最後阿諾德因叛亂罪名被判處絞刑，並於6月行刑，屍體被火化。由於阿諾德仍然是羅馬人民及一些小神職人員的英雄，他的骨灰被灑入台伯河，以防止他的埋葬地變成一座烈士聖地。
在教宗權力崩潰後的1882年，布雷西亞市為其本地之子阿諾德豎立了一座紀念碑。

## 信仰
阿諾德抨擊了羅馬教會的權力，他對神職人員進行道德改革具有激進的熱情。阿諾德拒絕神權國家，認為教會和國家應完全分離。阿諾德信奉「貧窮使徒」，並認為教會應該恢復成使徒純潔。第二次拉特朗公會議譴責了阿諾德派，指責他們否認嬰兒受洗。
阿諾德否定了羅馬教會的權力，並認為有罪的神職人員應失去執行聖禮的權利。
一些阿諾德批評者認為他對於「洗禮和聖餐」持有「冒犯性的觀點」。
1. ↑  . 1931: 162.
2. ↑  Rosalind B. Brooke. The Coming of the Friars (1974) sets Arnold in the broader intellectual history that culminated in the thirteenth-century institutions of the mendicant friars.
3. ↑  Foxe's Book of Martyrs lists him as a martyr: http://www.ccel.org/f/foxe/martyrs/fox106.htm
4. ↑  Russell, Jeffrey Burton (1992). Dissent and Order in the Middle Ages: The Search for Legitimate Authority. Wipf & Stock publishers. P.37
5. ↑  Constant J. Mews, "The Council of Sens (1141): Abelard, Bernard, and the Fear of Social Upheaval" Speculum 77.2 (April 2002:342–382).
6. ↑  "Catholic Encyclopedia: Arnold of Brescia". www.newadvent.org. Retrieved 2022-02-03.
7. ↑  "Philip Schaff: History of the Christian Church, Volume V: The Middle Ages. A.D. 1049–1294 – Christian Classics Ethereal Library". www.ccel.org. Retrieved 2022-02-03.
8. ↑  "Philip Schaff: History of the Christian Church, Volume V: The Middle Ages. A.D. 1049–1294 – Christian Classics Ethereal Library". www.ccel.org. Retrieved 2022-02-03.